# Стеклорез

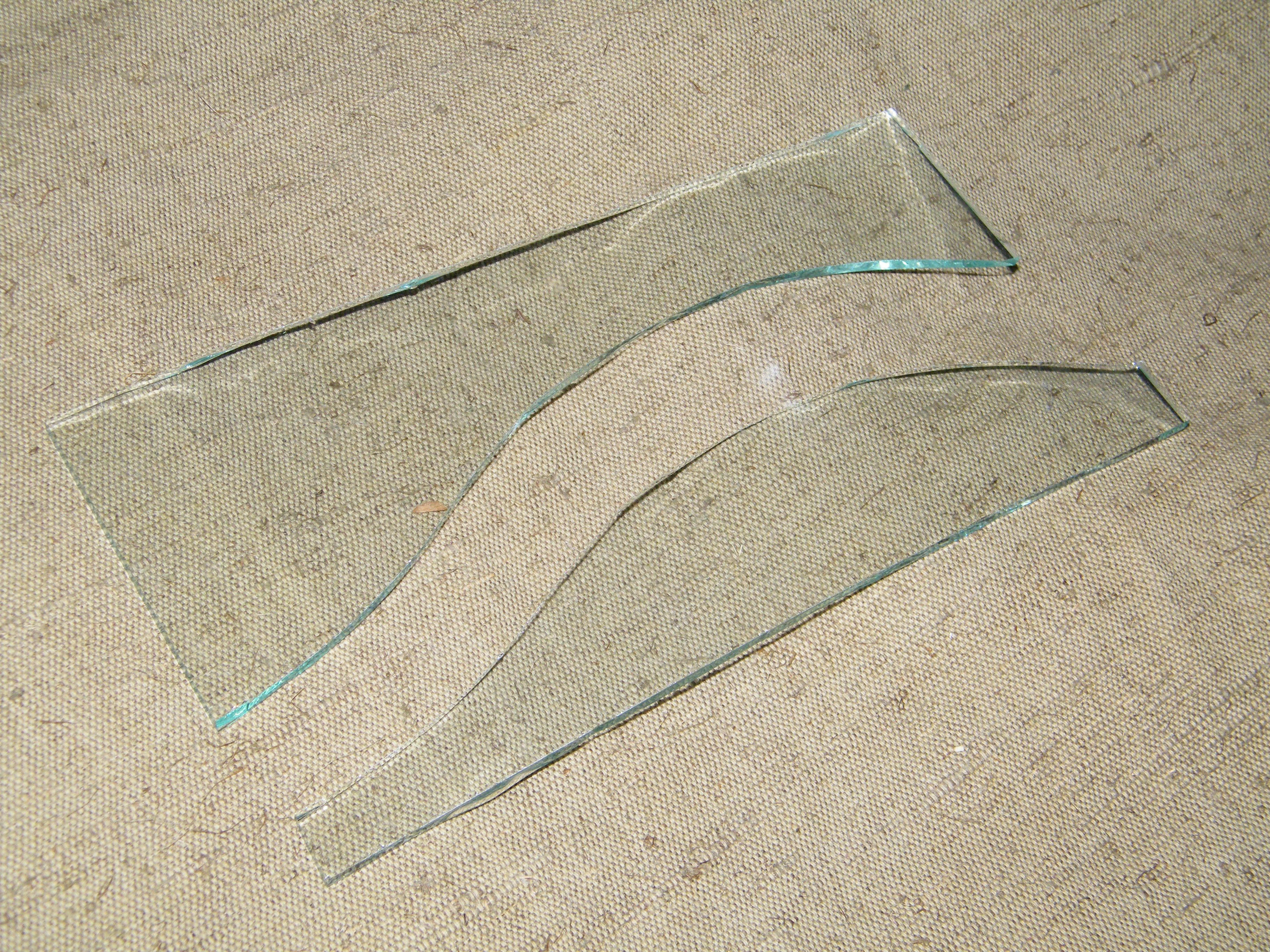
Стекло можно резать не только по прямой линии

Стеклоре́з — ручной инструмент, который используется для резки, точнее, для нанесения царапины на поверхность стекла с последующим контролируемым надломом стекла.
Специалист, занимающийся резкой стекла называется стекольщик. Он также занимается остеклением, например, вставляет стёкла в оконные рамы.
Резка стекла вручную обычно используется при небольших, одноразовых работах. В промышленных объёмах резку стекла ведут на специальных столах, стеклорез закреплён в суппорте и движется по направляющим. Также применяются полуавтоматические столы для резки стекла под управлением компьютера. Однако стекло затем разламываются вручную на отдельные части. Также применяют лазер для резки стекла.
Только обычное, а не закалённое стекло может подвергаться резке. Закалённое стекло можно встретить в автомобилях (обычно боковые стёкла), при ударе или попытке резки оно рассыпается на множество мелких осколков, уменьшая риск получить серьёзную травму.

## Инструменты

### «Алмаз»

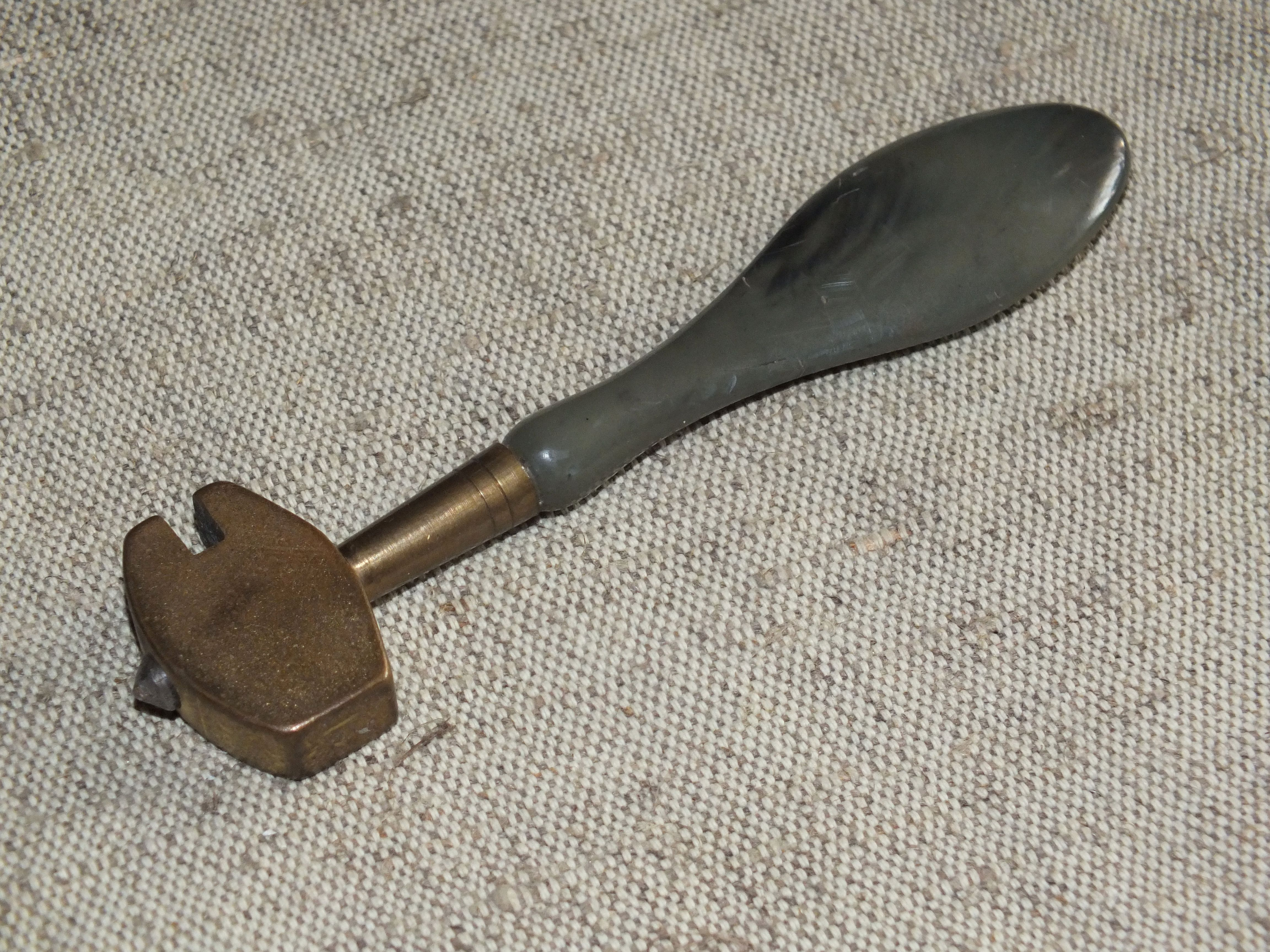
Алмазный стеклорез.

Рабочим органом алмазного стеклореза (в быту сокращённо называется «Алмаз») является маленький кристалл алмаза (обычно искусственный технический, непригодный для ювелирных целей), вставленный в бронзовую оправку и снабжённый рукояткой (деревянной или пластмассовой).
Алмазным стеклорезом на поверхность стекла наносят царапину, при этом пользуясь толстой линейкой (ровным гладким деревянным бруском), затем ломают стекло по линии царапины (см. ниже).
Несмотря на кажущуюся простоту, резка стекла алмазным стеклорезом доступна только профессионалам, или людям с большим практическим опытом. Дело в том, что кристалл алмаза имеет, как правило, только одну точку, которая наносит царапину так как надо, чтобы стекло потом раскололось строго по линии царапины. Стекольщик должен найти эту точку экспериментальным путём (методом проб и ошибок). Другой точкой кристалл алмаза царапать стекло, конечно, будет, но очень велика вероятность, что стекло расколется как попало (брак). Когда стекольщик находит эту точку, царапина на стекле получается еле видимая глазу, а стекло при нанесении царапины издаёт тонкий музыкальный звон. Если слышен «хруст» и царапина толстая — вероятно получится большое количество бытовых отходов.

### Роликовый стеклорез

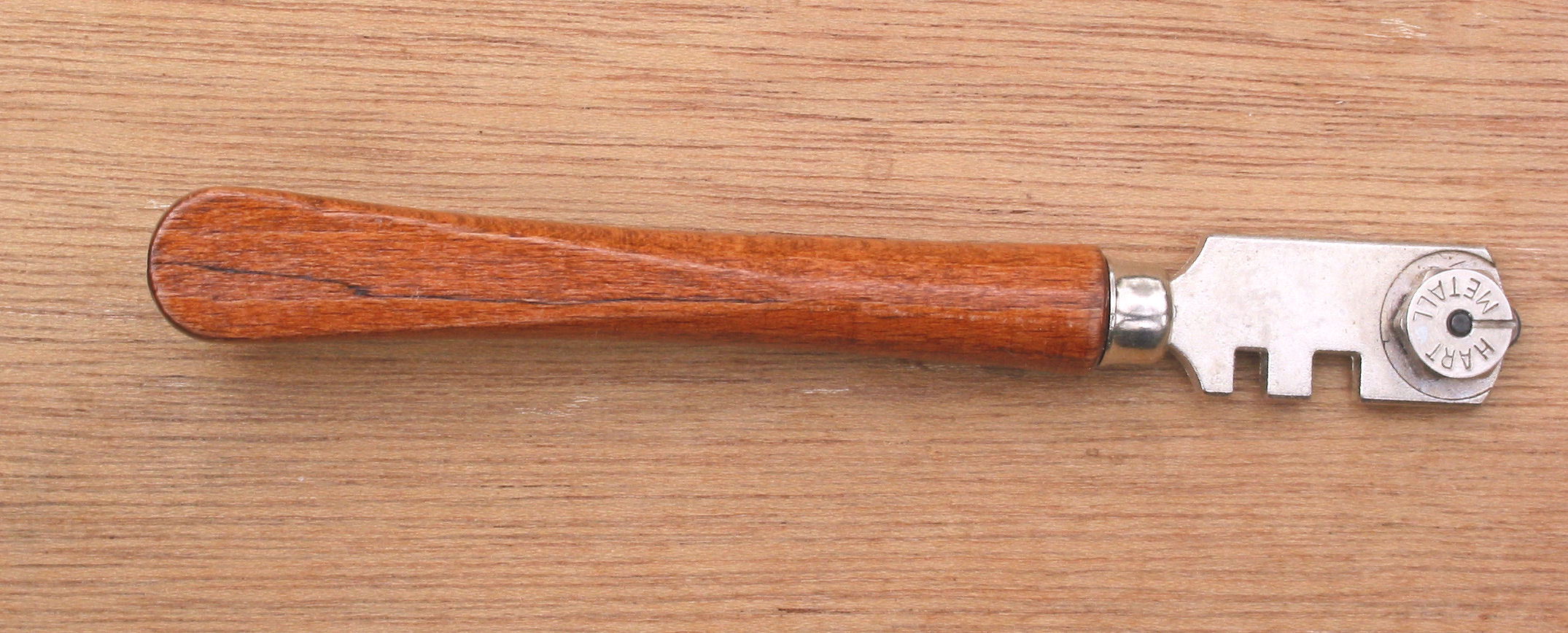
Роликовый стеклорез, показаны три режущих ролика из твёрдого сплава в револьверной головке и вырезы для отламывания полос стекла.

Более пригодны для непрофессионалов роликовые стеклорезы. Ролик (колёсико) обычно около 5 мм в диаметре и сделан из закаленной стали или карбида вольфрама с краем V-образного сечения. Твердосплавный ролик имеет определённый ресурс, например, в инструкции указано, что можно разрезать 350 погонных метров стекла. С изношенным роликом вероятность брака заметно увеличивается. Выпускают модели с несколькими запасными роликами, закреплёнными во вращающейся головке револьверного типа. Изношенный ролик следует заменить на новый или приобрести новый стеклорез.
Роликовый стеклорез не царапает стекло, а продавливает на его поверхности небольшую канавку.

## Процесс резки
Качественная резка стекла определяется мастерством и опытом стекольщика, исправностью инструмента, условиями работы, а также качеством и особенностями самого стекла.
- «Алмазом» можно резать только чистое сухое стекло.

Существует много способов ручной резки стекла:
- С использованием линейки (толстого деревянного бруска); либо без него — например, по краю газеты, подложенной под лист стекла.
- Можно резать чистое сухое стекло; можно нанести на линию разметки лёгкое минеральное масло (смазку для резки) или парафин или для разовых работ воспользоваться растительным маслом.

После подготовки поверхности стеклорез аккуратно прижимают к стеклу и проводится (размечается) линия будущего разреза при помощи направляющей. Эта линия (царапина либо канавка) называется разметка.
Разметка затем может быть расширена аккуратным постукиванием по противоположной стороне стекла твёрдым инструментом, обычно металлической оправкой стеклореза, однако это может уменьшить чёткость границы разлома. В результате стекло ломается по разметке.

## Отламывание части стекла

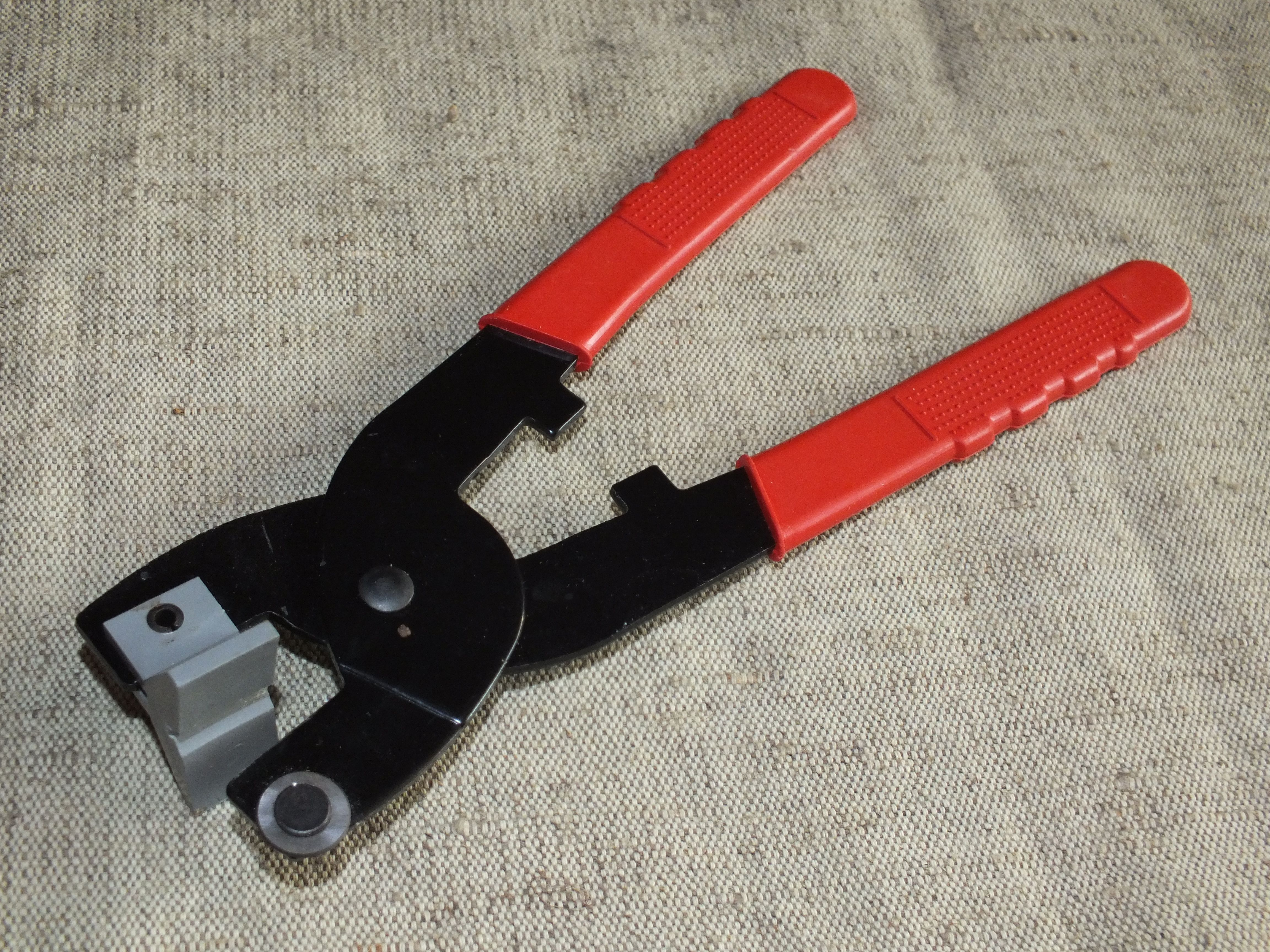
Стеклорез с ломателем, имеется только один твердосплавный ролик.

Обычно используются три метода для разлома стекла по разметке. В первом методе, оператор использует две руки и держит край стекла, перпендикулярно разметке, с большим пальцем сверху стекла и остальными снизу. Затем оператор разворачивает стекло обеими руками наружу чтобы сломать стекло по линии.
Второй метод состоит в расположении одного пальца снизу листа стекла, прямо под размеченной линией, и одним плавным движением поднимая край стекла и немного надавливая по горизонтали. Второй метод быстрее первого, но требует больше опыта. Эти два метода обычно используются при разломе стекла на столе для разлома стекла который аккуратно приподнимает стекло путём нагнетания воздуха вверх по столу.
Третий метод используется для маленьких листов стекла, и состоит в отламывании «на весу» вдоль края стола нависшей части стекла движением вниз. При наличии определённого опыта, разлом пройдёт по разметке.
После разлома, граница разлома стекла обычно шлифуются для сглаживания острых углов. Если разлом отходит от разметки, результат процесса часто можно спасти, отломав лишнее стекло особыми щипцами или пассатижами или с помощью пазов в стеклорезе. Толщина стекла также влияет на возможность резки и ломки стекла. Обычно тонкое стекло более сложно для резки и разлома. Стекло толщиной в четверть дюйма (около 6,35 мм) требует значительной силы чтобы сломать по разметке. Очень тонкое стекло, например, толщиной в 1/16 дюйма (около 1,5 мм), ведёт себя по-разному и часто не следует разметке, независимо от мастерства и опыта резчика стекла.
При резке очень толстого стекла (около 10 мм), как правило, стеклорезом наносят царапину с двух сторон.
Имеются стеклорезы специальной конструкции с ломателем.

## Резка стекла другими инструментами
Можно отрезать стекло болгаркой, паяльником, плиткорезом С помощью специального лазерного станка.